# Хишам II
Хишам II (аль-Муайад биллах Абу-л-Валид Хишам ибн Хакам, араб. ابو الولید ھشام المؤيد بالله‎, умер в 1013) — халиф Кордовы (976—1009 и 1010—1013), сын аль-Хакама II, представитель династии Омейядов.

## Биография
Хишам II стал халифом в 976 году, после смерти аль-Хакама II, в возрасте 10 лет. Вскоре верховной властью в государстве завладел хаджиб и военачальник Мухаммад ибн Абу Амир, получивший прозвище аль-Мансур (Победитель). Аль-Мансур держал молодого халифа в стороне от всякой деятельности и контактов, способных подготовить его к самостоятельному правлению. Позже он изолировал его во дворце и стал полновластно распоряжаться всеми делами от его имени. Формально было объявлено, что халиф решил посвятить себя благочестию, отдав все мирские дела и власть в руки аль-Мансура.
Укрепив таким свою власть внутри халифата, аль-Мансур выступил против христианских государств Северной Испании и нанёс им ряд сильных поражений. В 985 году мусульмане взяли Барселону, а в 997 году разрушили главную святыню испанских христиан — церковь Сант-Яго в Компостеле. В результате этих кампаний было почти полностью завоёвано королевство Леон. Из христианских территорий независимость сохранили только части Астурии и Галисии и некоторые районы в Кастилии. В 1002 году аль-Мансур умер. Власть хаджиба после него наследовал его сын Абд аль-Малик аль-Музаффар. Он правил недолго и умер в 1008 году. После его смерти началась сильная смута, в результате которой в конечном счёте Кордовский халифат пришёл в упадок и распался. Второй сын аль-Мансура, Абд ар-Рахман Санчуэло, был свергнут и казнён в 1009 году. Вслед за тем пришла очередь самого Хишама II: он был вынужден отречься от престола в пользу Мухаммада II — правнука Абд ар-Рахмана III.
Через год халифская гвардия из славян-рабов освободила Хишама II и опять сделала его халифом, однако берберы отказались его признавать и продолжили воевать. Они взяли дворец халифа Захру, перебили всех служителей и до основания разрушили это здание. В том же году берберы подступили к Кордове и после полуторогодовой осады взяли её. Жители города были истреблены, резиденция халифов была разграблена и разрушена. После этих событий Кордова уже полностью никогда не восстановилась. Судьба Хишама II в ходе этих событий неизвестна. Согласно принятой точке зрения, он был убит берберами, хотя некоторые историки утверждают, что ему удалось бежать в Азию, где он прожил ещё некоторое время.